# Iván Zarco
Iván Zarco Álvarez (ur. 8 lutego 1984 w Barcelonie) – honduraski lekkoatleta specjalizujący się w biegach długodystansowych, olimpijczyk z Tokio. Do końca 2019 roku reprezentował Hiszpanię.

## Przebieg kariery
W 2020 brał udział w mistrzostwach świata w półmaratonie, w czempionacie rozgrywanym w Gdyni zajął 85. pozycję z czasem 1:04:08. Ten czas był jednocześnie nowym rekordem Hondurasu. W 2021 uczestniczył zaś w letnich igrzyskach w Tokio, gdzie w maratonie zajął 76. pozycję z czasem 2:44:36 – zawodnik zajął ostatnie miejsce spośród zawodników, którzy dobiegli do mety.

## Rekordy życiowe
- 800 m – 1:55,63 (22 lipca 2012, Barcelona)
- 1500 m – 2:09,49 (17 lipca 2012, Granollers)
- 5000 m – 14:28,03 (21 czerwca 2013, Bilbao)
- 10 000 m – 30:11,93 (6 kwietnia 2013, Mataró)
- 3000 m z przeszkodami – 9:21,38 (5 maja 2013, Barcelona)
- 10 km – 0:30:43 (31 grudnia 2020, Barcelona)
- półmaraton – 1:04:08 (17 października 2020, Gdynia)
- maraton – 2:18:19 (1 grudnia 2019, Walencja)

Halowe rekordy
- 3000 m  – 8:28,24 (3 lutego 2013, Sabadell)

Źródło: 